# Iguanura perdana
Iguanura perdana är en enhjärtbladig växtart som beskrevs av Chong Keat Lim. Iguanura perdana ingår i släktet Iguanura och familjen Arecaceae. Inga underarter finns listade i Catalogue of Life.